# 3593 Osip
3593 Osip este un asteroid din centura principală, descoperit pe 2 martie 1981 de Schelte Bus.